# Andrea Riseborough
Andrea Louise Riseborough (nascuda el 20 de novembre de 1981) és una actriu anglesa. Va fer el seu debut al cinema amb un petit paper a Venus (2006), i des de llavors ha aparegut en papers més destacats a Brighton. Rock (2010), W.E. (2011), Shadow Dancer (2012), Oblivion (2013), Birdman (2014), Nocturnal Animals (2016), Battle of the Sexes La mort de Stalin (both 2017), Mandy, Nancy (both 2018), The Grudge, Possessor (tots dos 2020) i To Leslie (2022). Per aquesta última, va ser nominada a l'Oscar a la millor actriu.
Riseborough va ser nominada a un BAFTA per la seva interpretació de Margaret Thatcher a la pel·lícula de televisió The Long Walk to Finchley (2008), i va guanyar elogis de la crítica per les seves actuacions a la minisèrie de Channel 4 The Devil's Whore (2008) i National Treasure (2016), així com la minisèrie BBC One Testimoni de càrrec (2016). Els seus crèdits escènics inclouen La senyoreta Júlia, Mesura per mesura (ambdues de 2006) i Ivanov (2008) d’Anton Txèkhov

## Primers anys
Riseborough va néixer el 20 de novembre de 1981 a Newcastle upon Tyne, filla d'Isabel, secretària i esteticista, i de George, concessionari d'automòbils. Va créixer a Whitley Bay. En referència a The Long Walk to Finchley, ha descrit els seus pares com a "thatcheristes de classe treballadora."

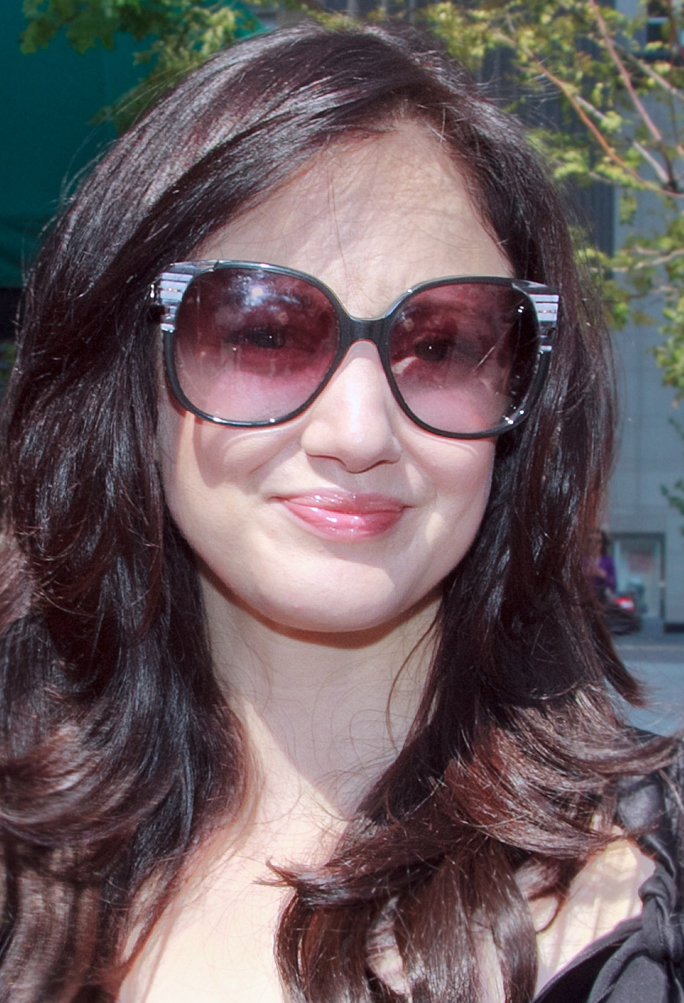
Andrea Riseborough al Festival Internacional de Cinema de Toronto de 2011

Va aparèixer al People's Theatre, Newcastle upon Tyne, a l'obra Riding England Sidesaddle de Christopher Goulding, com a Celia Fiennes, i va ser membre del Young People's Theatre durant cinc anys. Riseborough va passar els seus dies escolars a l'escola independent, Newcastle upon Tyne Church High School. Va ser estudiant de la Royal Academy of Dramatic Art (RADA), i es va graduar el 2005 amb una llicenciatura en interpretació (nivell H).

## Carrera

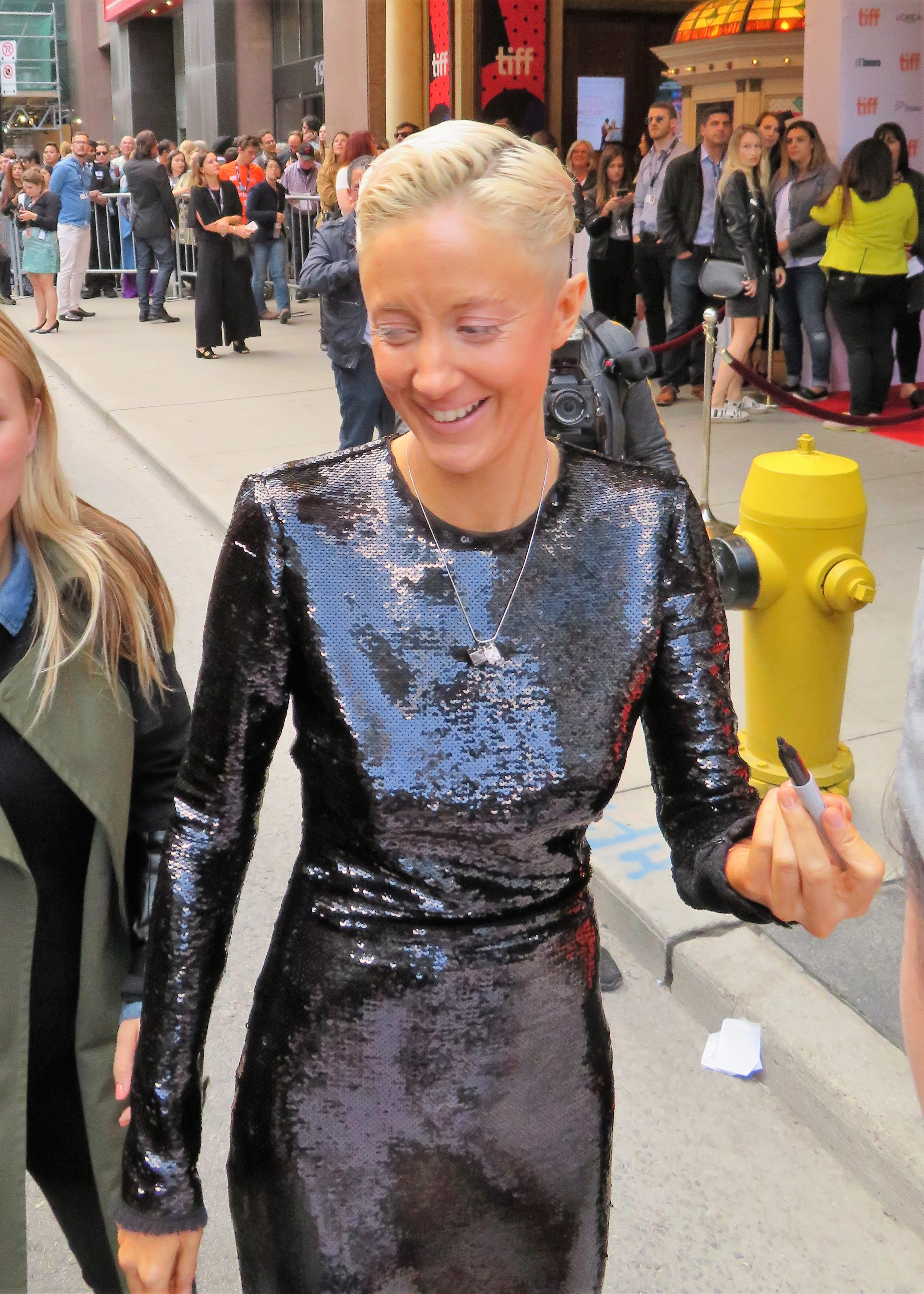
Riseborough a l’estrena de La mort de Stalin, Festival de Toronto de 2017

Riseborough va interpretar a Margaret Thatcher a la pel·lícula de BBC Four The Long Walk to Finchley (2008). Va aparèixer a les pel·lícules del 2010 Pagament just i l'adaptació de Mark Romanek de Never Let Me Go. Va protagonitzar l'estrena americana de The Pride d'Alexi Kaye Campbell al Lucille Lortel Theatre el gener de 2010. La producció va ser dirigida per Joe Mantello. Apareix a l'adaptació cinematogràfica de Rowan Joffé de Brighton Rock. Va treballar amb l'autor de The Devil's Mistress Peter Flannery en el seu guió basat en la vida d'Angelica Fanshawe. Va interpretar el paper de Wallis Simpson a W.E., una pel·lícula dirigida per   Madonna. Protagonitza Resistance, una adaptació d'una novel·la d'Owen Sheers. La pel·lícula es va estrenar el 25 de novembre de 2011.
Escriu amb el seu company creatiu, l'actor Tom Burke, i amb Mike Leigh. Riseborough va protagonitzar el thriller Hidden, una pel·lícula de baix pressupost dirigida pels germans Duffer. Hidden es va llançar per a la reproducció en streaming el setembre de 2015. Va aparèixer a Oblivion (2013) en un paper secundari. Va coprotagonitzar el conjunt d'actuació de la pel·lícula dramàtica de l'espectacle d'Alejandro González Iñárritu Birdman (or The Unexpected Virtue of Ignorance), que va guanyar l'Oscar a la millor pel·lícula als Premis Oscar de 2014. Riseborough va compartir el Premi del Sindicat d'Actors a la millor interpretació d'un repartiment en una pel·lícula per a la pel·lícula.
El 2016 va protagonitzar el drama d'apartheid Shepherds and Butchers i el thriller psicològic dirigit per Tom Ford Nocturnal Animals. Es va unir al repartiment de la temporada 2 de la sèrie de Netflix Bloodline  com a personatge habitual de la sèrie, Evangeline. Va actuar com l'interès amorós d'Emma Stone a la pel·lícula esportiva biogràfica Battle of the Sexes, basada en el partit de tennis entre Billie Jean King i Bobby Riggs el 1973. Va retratar la filla de Iosif Stalin, Svetlana Stalina a la pel·lícula de comèdia dramàtica del 2017 La mort de Stalin i va ser  elogiada per Variety per la "complexitat astuta i multicapa" de la seva actuació.

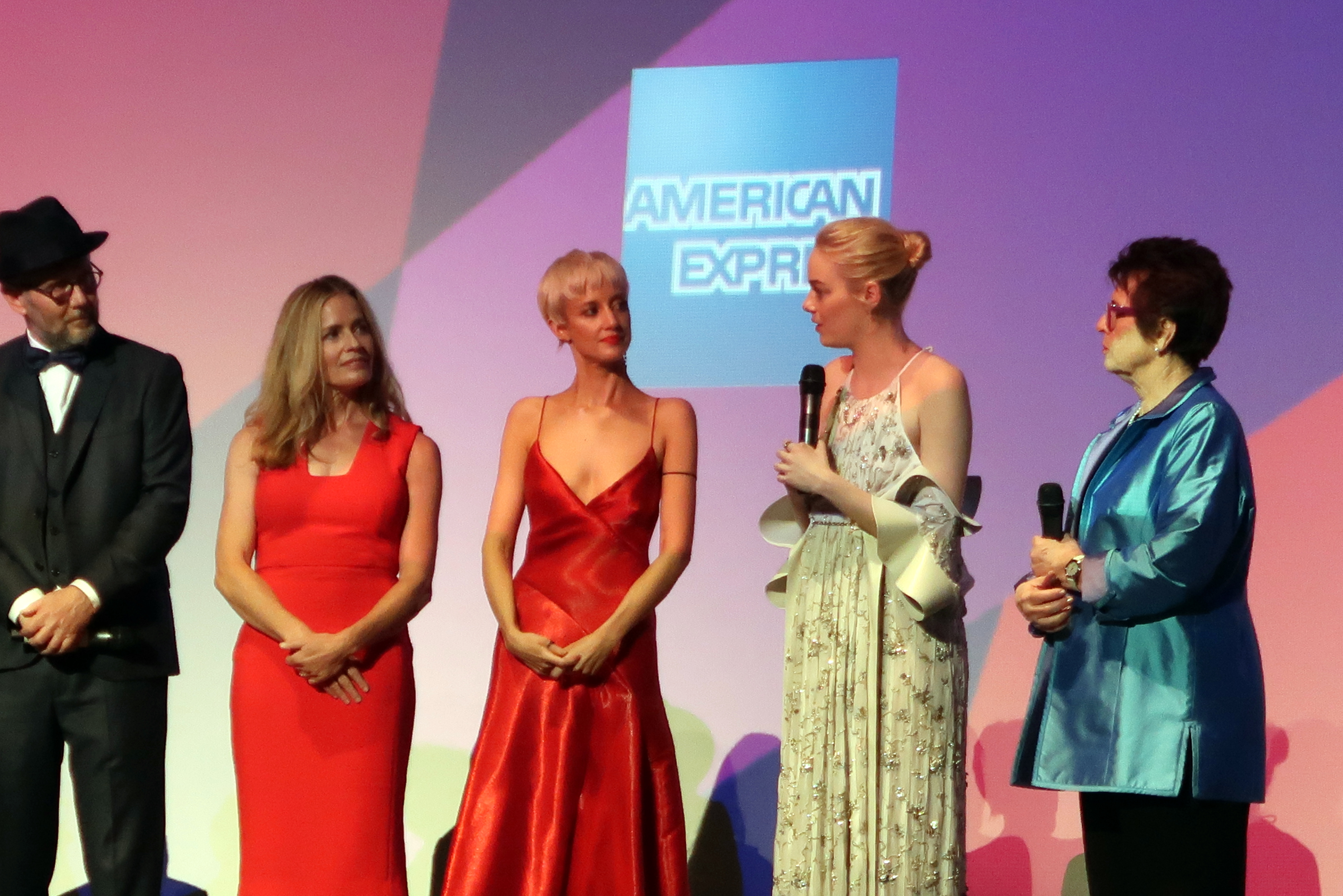
Jonathan Dayton, Elisabeth Shue, Riseborough, Emma Stone i Billie Jean King a l'estrena a Londres de Battle of the Sexes (2017)

Va ser seleccionada per Waco, una sèrie de televisió de sis parts sobre el setge de Waco. El primer episodi es va publicar el 24 de gener de 2018. Aquell mateix any va actuar en tres pel·lícules, la pel·lícula de terror Mandy, el drama de misteri Nancy  (que també va produir) i el drama històric Burden. Riseborough ha actuat a The Kindness of Strangers de Lone Scherfig com a infermera d'urgències que dirigeix un grup de teràpia eclèctica. La pel·lícula va començar a rodar-se a la Russian Tea Room a la primavera de 2018. Va protagonitzar un remake de Sony de The Grudge. La pel·lícula es va estrenar el 3 de gener de 2020. Riseborough va protagonitzar el drama internacional de comerç de cocaïna ZeroZeroZero, una sèrie de vuit parts adaptació del llibre de Roberto Saviano, que va debutar a Sky al Regne Unit i Amazon Prime als EUA el 2020. Va participar en Possessor—escrita i dirigida per Brandon Cronenberg—com a Tasya Vos, un agent d'una organització secreta que utilitza la tecnologia d'implants cerebrals per habitar els cossos d'altres persones i conduir-los a cometre assassinats en benefici de clients ben pagats. La pel·lícula es va estrenar al Festival de Cinema de Sundance el gener de 2020.

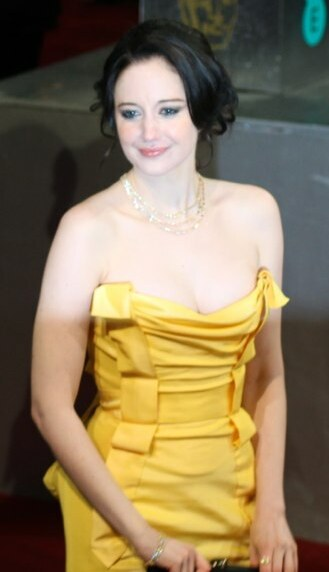
Andrea Riseborough el 2013

El 2022, Riseborough va aparèixer a la pel·lícula To Leslie, per la qual va rebre elogis de la crítica i una nominació a l'Oscar a la millor actriu. Nombroses celebritats van elogiar la seva actuació públicament i a les xarxes socials, i van organitzar projeccions durant el període de votació per als Nominacions als Premis Oscar el gener de 2023. La seva inesperada nominació per To Leslie ha generat algunes preguntes, i sense referir-se a ella, la Junta de Govern s'ha compromès a "revisar els procediments de campanya al voltant dels nominats d'enguany, per garantir que no s'ha infringit cap directriu i per informar-nos si és possible que calguin canvis a les directrius en una nova era de les xarxes socials i la comunicació digital." També aquell any va tenir papers secundaris com a Sra. Wormwood en el musical  Matilda, de Roald Dahl: El musical i Beatrice Vandenheuvel a Amsterdam de David O. Russell. El 2023, va actuar al costat de Kate Winslet interpretant l'editora de Vogue Audrey Withers al drama biogràfic de guerra Lee  que es va estrenar al Festival Internacional de Cinema de Toronto. El 2024, Riseborough va tornar a actuar al costat de Winslet, interpretant la mà dreta del personatge d'aquest últim, a la minisèrie de HBO de sàtira política The Regime, per la qual va guanyar una nominació als Gotham TV Awards per a la millor actuació en una sèrie limitada.

## Vida personal
Riseborough el 2020 va revelar que va conèixer l'"amor de la seva vida", Karim Saleh, mentre treballava al plató de "'Luxor. Abans d'això, s'informa que havia mantingut una relació amb Joe Appel de 2009 a 2016.

## Crèdits com a actriu

### Cinema
| Denota produccions que encara no s'han estrenat | Denota produccions que encara no s'han estrenat |

| Any        | Títol                                           | Paper                 | Notes            |
| ---------- | ----------------------------------------------- | --------------------- | ---------------- |
| 2006       | Venus                                           | Period Film Lover     |                  |
| 2007       | Magicians                                       | Dani                  |                  |
| 2008       | Happy-Go-Lucky                                  | Dawn                  |                  |
| 2008       | Love You More                                   | Georgia               | Curtmetratge     |
| 2009       | Mad, Sad & Bad                                  | Julia                 |                  |
| 2010       | Pagament just                                   | Brenda                |                  |
| 2010       | Never Let Me Go                                 | Chrissie              |                  |
| 2010       | Brighton Rock                                   | Rose                  |                  |
| 2011       | Resistance                                      | Sarah                 |                  |
| 2011       | W.E.                                            | Wallis Simpson        |                  |
| 2012       | Shadow Dancer                                   | Colette McVeigh       |                  |
| 2012       | Disconnect                                      | Nina Dunham           |                  |
| 2013       | Welcome to the Punch                            | Sarah Hawks           |                  |
| 2013       | Oblivion                                        | Victoria Olsen        |                  |
| 2014       | Birdman or (The Unexpected Virtue of Ignorance) | Laura Aulburn         |                  |
| 2014       | The Silent Storm                                | Aislin                | [ 32 ]           |
| 2015       | Hidden                                          | Claire                |                  |
| 2016       | Shepherds and Butchers                          | Kathleen Marais       |                  |
| 2016       | Nocturnal Animals                               | Alessia Holt          | [ 33 ]           |
| 2016       | Mindhorn                                        | DS Baines             | [ 34 ]           |
| 2017       | Battle of the Sexes                             | Marilyn Barnett       |                  |
| 2017       | La mort de Stalin                               | Svetlana Stalina      |                  |
| 2018       | Mandy                                           | Mandy Bloom           |                  |
| 2018       | Nancy                                           | Nancy Freeman         | també productora |
| 2018       | Burden                                          | Judy                  |                  |
| 2019       | The Kindness of Strangers                       | Alice                 |                  |
| 2020       | The Grudge                                      | Detective Muldoon     |                  |
| 2020       | Possessor                                       | Tasya Vos             |                  |
| 2020       | Luxor                                           | Hana                  |                  |
| 2021       | Here Before                                     | Laura                 |                  |
| 2021       | Mr. Wain                                        | Caroline Wain         |                  |
| 2022       | Please Baby Please                              | Suze                  |                  |
| 2022       | To Leslie                                       | Leslie Rowlands       |                  |
| 2022       | Amsterdam                                       | Beatrice Vandenheuvel |                  |
| 2022       | Matilda, de Roald Dahl: El musical              | Mrs. Wormwood         |                  |
| 2022       | What Remains                                    | Anna Rudebeck         |                  |
| 2023       | Lee                                             | Dame Audrey Withers   |                  |
| A anunciar | Geechee                                         | Wren                  | Suspesa          |

### Televisió
| Any  | Títol                         | Paper                 | Notes                           |
| ---- | ----------------------------- | --------------------- | ------------------------------- |
| 2005 | A Very Social Secretary       | Amanda                | Telefilm                        |
| 2005 | Whatever Love Means           | Anna Wallace          | Telefilm                        |
| 2005 | El doctor Martin              | Samantha              | Episodi: "Coses de família"     |
| 2006 | The Secret Life of Mrs Beeton | Myra                  | Telefilm                        |
| 2007 | Party Animals                 | Kirsty                | Paper principal (8 episodis)    |
| 2008 | Being Human                   | Annie                 | Episodi: "Pilot"                |
| 2008 | The Long Walk to Finchley     | Margaret Thatcher     | Telefilm                        |
| 2008 | The Devil's Whore             | Angelica Fanshawe     | Miniseries (4 episodis)         |
| 2016 | Bloodline                     | Evangeline Radosevich | Paper principal (8 episodis)    |
| 2016 | National Treasure             | Dee Finchley          | Minisèrie (4 episodis)          |
| 2016 | Testimoni de càrrec           | Romaine Heilger       | Minisèrie (2 episodis)          |
| 2017 | Black Mirror                  | Mia Nolan             | Episodi: "Crocodile"            |
| 2018 | Waco                          | Judy Schneider        | Minisèrie (6 episodis)          |
| 2020 | ZeroZeroZero                  | Emma Lynwood          | Paper protagonista (8 episodis) |
| 2024 | Alice & Jack                  | Alice                 | Minisèrie                       |
| 2024 | The Regime                    | Agnes                 | Minisèriè                       |

### Teatre
| Any  | Títol                                      | Paper      | LLoc                             |
| ---- | ------------------------------------------ | ---------- | -------------------------------- |
| 2001 | A Cat in the Road                          | Filla      | The Customs House, South Shields |
| 2005 | A Brief History of Helen of Troy           | Charlotte  | Soho Theatre                     |
| 2005 | Burn                                       | Linda      | Royal National Theatre           |
| 2006 | Chatroom                                   | Emily      | Royal National Theatre           |
| 2006 | Citizenship                                | Chantel    | Royal National Theatre           |
| 2006 | Mesura per mesura                          | Isabella   | Theatre Royal, Bath              |
| 2006 | La senyoreta Júlia                         | Miss Julie | Theatre Royal, Bath              |
| 2007 | The Pain and the Itch                      | Kalina     | Royal Court Theatre              |
| 2008 | Dwoje biednych Rumunów mówiących po polsku | Dzina      | Soho Theatre                     |
| 2008 | Ivanov                                     | Sasha      | Wyndhams Theatre                 |
| 2010 | The Pride                                  | Sylvia     | MCC Theater                      |

## Premis i nominacions
| Any  | Premi                                                                    | Categoria                                                            | Treball nominat                      | Resultat  |
| ---- | ------------------------------------------------------------------------ | -------------------------------------------------------------------- | ------------------------------------ | --------- |
| 2005 | WhatsOnStage Awards                                                      | Nouvingut londinenc de l’any                                         | A Brief History of Helen of Troy     | Nominat   |
| 2006 | Premi Ian Charleson                                                      | Premi Ian Charleson                                                  | Mesura a mesura / La senyoreta Júlia | Guanyador |
| 2007 | WhatsOnStage Awards                                                      | Millor actriu secundària en una orna                                 | The Pain and the Itch                | Nominat   |
| 2009 | Premis BAFTA                                                             | BAFTA a la millor actriu                                             | The Long Walk to Finchley            | Nominat   |
| 2009 | Premis de la Royal Television Society                                    | Millor Actor (femení)                                                | The Devil's Mistress                 | Guanyador |
| 2010 | Premis British Independent Film                                          | Millor promesa                                                       | Brighton Rock                        | Nominat   |
| 2010 | Premis British Independent Film                                          | Millor actuació d'una actriu en una pel·lícula independent britànica | Brighton Rock                        | Nominat   |
| 2010 | Premi Drama Desk                                                         | Actriu destacada destacada en una obra de teatre                     | The Pride                            | Nominat   |
| 2010 | Premi Lucille Lortel                                                     | Millor actriu destacada en una obra de teatre                        | The Pride                            | Nominat   |
| 2010 | Theatre World Award                                                      | Theatre World Award                                                  | The Pride                            | Guanyador |
| 2012 | Premis British Independent Film                                          | Millor actuació d'una actriu en una pel·lícula independent britànica | Shadow Dancer                        | Guanyador |
| 2012 | Evening Standard British Film Award                                      | Best Actress                                                         | Shadow Dancer                        | Guanyador |
| 2012 | Irish Film and Television Award                                          | Best International Actress                                           | Shadow Dancer                        | Nominat   |
| 2012 | Premis del Cercle de Crítics de Cinema de Londres                        | Millor actriu britànica de l'any                                     | Shadow Dancer                        | Nominat   |
| 2012 | Premi del Festival Internacional de Cinema d'Edimburg                    | Millor actuació al llargmetratge britànic                            | Shadow Dancer                        | Nominat   |
| 2014 | Premi de l'Alliance of Women Film Journalists                            | Millor repartiment                                                   | Birdman                              | Guanyador |
| 2014 | Premi de la Societat de Crítics de Cinema de Boston                      | Millor repartiment                                                   | Birdman                              | Subcampió |
| 2014 | Premis de l'Associació de Crítics de Cinema en línia de Boston           | Millor conjunt                                                       | Birdman                              | Guanyador |
| 2014 | Premis de la Crítica Cinematogràfica                                     | Millor conjunt d'actuació                                            | Birdman                              | Guanyador |
| 2014 | Premi de l'Associació de Crítics de Cinema d'Ohio Central                | Millor conjunt                                                       | Birdman                              | Nominat   |
| 2014 | Premis de la Detroit Film Critics Society                                | Millor conjunt                                                       | Birdman                              | Guanyador |
| 2014 | Premis del Cercle de Crítics de Cinema de Florida                        | Millor repartiment                                                   | Birdman                              | Nominat   |
| 2014 | Premis de l'Associació de Crítics de Cinema de Geòrgia                   | Millor conjunt                                                       | Birdman                              | Nominat   |
| 2014 | Premis de la Societat de Crítics de Cinema de Las Vegas                  | Millor conjunt                                                       | Birdman                              | Guanyador |
| 2014 | Premis del Crítics de Cinema Online de Nova York 2014                    | Millor repartiment de conjunt                                        | Birdman                              | Guanyador |
| 2014 | Premis de l'Associació de Crítics de Cinema del Nord de Texas            | Millor repartiment de conjunt                                        | Birdman                              | Guanyador |
| 2014 | Premis Phoenix Film Critics Society                                      | Millor conjunt d'actuació                                            | Birdman                              | Guanyador |
| 2014 | Premis de la Societat de Crítics de Cinema de San Diego                  | Millor conjunt d'actuació                                            | Birdman                              | Guanyador |
| 2014 | Premis del Sindicat d'Actors de Cinema                                   | Reproducció destacada d'un repartiment en una pel·lícula             | Birdman                              | Guanyador |
| 2014 | Premis de l'Associació de Crítics de Cinema del Sud-est                  | Millor conjunt                                                       | Birdman                              | Nominat   |
| 2014 | Premis de l'Associació de Crítics de Cinema de l'àrea de Washington D.C. | Millor conjunt d'actuació                                            | Birdman                              | Guanyador |
| 2017 | Festival de Cinema de Savannah                                           | Premi a la millor actriu secundària                                  | Battle of the Sexes                  | Guanyador |
| 2017 | Premis British Independent Film                                          | Millor actriu secudària                                              | La mort de Stalin                    | Nominat   |
| 2018 | Sitges Film Festival                                                     | Premi a la millor actriu                                             | Nancy                                | Guanyador |
| 2020 | Premis British Independent Film                                          | Millor actriu                                                        | Luxor                                | Nominat   |
| 2022 | Premis de l'Associació de Crítics de Cinema de Chicago                   | Millor actriu                                                        | To Leslie                            | Nominat   |
| 2022 | Festival Internacional de Cinema de Gijón                                | Millor actriu                                                        | To Leslie                            | Guanyador |
| 2022 | Festival de Cinema de Raindance                                          | Millor actuació princioal                                            | To Leslie                            | Guanyador |
| 2023 | Premis Oscar                                                             | Oscar a la millor actriu                                             | To Leslie                            | Nominat   |
| 2023 | Premis Chlotrudis                                                        | Millor actriu                                                        | To Leslie                            | Nominat   |
| 2023 | Premis Independent Spirit                                                | Millor interpretació principal                                       | To Leslie                            | Nominat   |
| 2024 | Gotham TV Awards                                                         | Rendiment excepcional en una sèrie limitada                          | The Regime                           | Pendent   |